# Артерии таламуса
Артерии таламуса (лат. arteriae thalami) — это артерии, кровоснабжающие такую структуру промежуточного мозга позвоночных животных, как таламус, или зрительные бугры. Наиболее развит таламус у млекопитающих, особенно у приматов и в особенности у человека. Пропорциональному развитию в ходе эволюции головного мозга, вместе с самим таламусом (его нервными структурами и связями), подверглась и артериальная сеть, кровоснабжающая таламус: увеличился как калибр его артерий, так и их количество, и степень их разветвлённости и сложности.
Артерии, кровоснабжающие таламус, принято подразделять на таламо-проникающие, таламо-коленчатые, туберо-таламические, цингуло-таламические и спленио-таламические артерии, а также выделять артерии подушки таламуса, а именно нижнюю и заднюю. Все эти артерии являются ответвлениями задней мозговой артерии либо задней соединительной артерии.
У некоторых людей имеется так называемая «артерия Першерона». Артерия Першерона — это редкая анатомическая вариация, при которой от задней мозговой артерии отходит только одна артерия, снабжающая обе половинки таламуса, а не две, как обычно, — по одной для каждой из половинок таламуса.